# コンテンツ創造科学産学連携教育プログラム
コンテンツ創造科学産学連携教育プログラム（コンテンツそうぞうかがくさんがくれんけいきょういくプログラム）は、平成16年（2004年）度より5年間にわたって実施された教育プログラムであり、より優れたデジタルコンテンツを発信し日本のコンテンツ創造に寄与することのできる人材を育成することを目的に、東京大学大学院情報学環を中心として設立された。

## 概要
このプログラムは文部科学省が設けた科学技術振興調整費の助成を受け、東京大学大学院情報学環を中心に東京大学の関連学部教授、および産業界での第一線で活躍する専門家たちが教員となり、東京大学学生を中心に他大学学生、および社会人を対象として2年間にわたって実施される教育プログラムである。このプログラムにおける目的は、海外でも一定の評価を得ている日本独自のコンテンツ創造の実績を踏まえ、さらに優れたコンテンツを発信できる国際的に卓越した人材を教育・産業双方が協力し合い養成していくことであり、主に以下の三種類の人材の養成をその中心としている。
1. プロデューサー：先端科学技術と国際的なコンテンツビジネスに対する高度な専門知識を兼ねそろえ、実社会で技術を運用することのできる人材
2. 技術開発者：エンターテイメント技術の専門知識を有し、クリエーターと共同して新たな研究開発を行うことのできる技術開発者
3. 指導的教育者：上のようなデジタルコンテンツ創造に関する人材育成を指導できる教育者

なお情報学環に関しては「情報学研究科」を参照のこと。

## 歴史
平成16年度から業務開始され、選抜された40名に対して同年10月から8つの講義が実施された。平成17年度4月からは前年度から改善された23科目の授業が開講された。養成者のうち12名が平成17年度修了者認定された。本計画は平成20年度をもって終了となるため現在では養成者の募集は終了している。

## カリキュラム
このプログラムは4つの科目群で構成される。合計20単位以上の取得が求められる。

### デジタルコンテンツ創造科学講義
基礎知識を習得するための講義科目である。3科目6単位以上の取得が求められる。
- コンテンツ制作理論
- コンテンツ制作技術論
- コンテンツ法務
- コンテンツ財務
- コンテンツ文化史

### エンタテインメントテクノロジー研究
基礎技術を習得するための演習科目である。2科目4単位以上の取得が求められる。
- コンピュータグラフィックス
- コンテンツデザイン
- デジタル映像処理
- コンテンツ知覚心理
- 制作展示プロデュース
- インタフェースデザイン
- 先端科学技術と芸術表現論

### デジタルコンテンツ創造科学特論
現場の現実的な知識を習得するための講義、演習科目である。2科目4単位以上の取得が求められる。
- 作品研究
- アニメーション制作の理論と実践
- ゲームプロデューサー論
- 映画産業論
- デジタルメディア

### デジタルコンテンツ創造科学演習
上記3科目を総合した、実行力を養成するための科目である。第2年次に開講され、卒業研究的な性格を持つ。1科目6単位の取得が求められる。
- インターンシップ
- ゲームプロデュースゼミ
- アニメ・映像企画ゼミ
- 検索技術と情報ビジネス
- 論文作成

## イベント

### 【平成19年のイベント】
- 履修生選抜試験ガイダンス：「コンテンツプロデューサーへの道～何を学べばよいのか－第一線のプロデューサーに訊く～」

平成19年（2007年）1月13日
- 「第2回修了証授与式」

平成19年（2007年）3月17日
- iii exhibition 7 第7回制作展

平成19年（2007年）7月6日 - 12日
- 「本郷零時3分」展　―写真家と学生のダイアログから―広川智基が撮る、東京大学・もう一つの顔

平成19年（2007年）10月22日－11月8日
- 第8回制作展　iii exhibition 8

2007年12月7日（金）～13日（木）

### 【平成18年のイベント】
- 公開講演会および履修生選抜試験に関するガイダンスの開催

平成18年（2006年）1月14日
- 「第1回修了証授与式」

平成18年（2006年）3月11日
- 制作展　「iii exhibiton 5」 ～新しい表現方法の探究

平成18年（2006年）7月4日 - 9日
- 第1回メディアコンテンツサイエンスカフェの開催

平成18年（2006年）10月21日
- 第2回メディアコンテンツサイエンスカフェの開催

平成18年（2006年）11月17日
- 第6回制作展

平成18年（2006年）12月8日 - 13日

### 【平成17年のイベント】
- 公開講演会および履修生選抜試験に関するガイダンスの開催 「踊るコンテンツ創造-ハリウッドを封鎖せよ-」

平成17年（2005年）1月22日
- 公開講演会「アニメーションの最前線からのメッセージ」

平成17年（2005年）5月9日
- 制作展　「iii exhibition 3」

平成17年（2005年）7月7日 - 9日
- 制作展　「iii exhibition 4」

平成17年（2005年）12月1日 - 3日

### 【平成16年のイベント】
- 公開講演会および履修生選抜試験に関するガイダンスの開催「日本のアニメーションの国際競争力とは」

平成16年（2004年）7月24日
- キックオフイベント（公開講演会）「ゲーム開発者の国際連携」

平成16年（2004年）9月27日

## メンバー

### 教員
| - 原島博（プログラム代表） - 舘暲 - 西田友是 - 佐藤隆夫 - 浜野保樹 - 荒川忠一 | - 河口洋一郎 - 池内克史 - 廣瀬通孝 - 相澤清晴 - 馬場章 - 広田光一 | - 苗村健 - 七丈直弘 - 青木輝勝 - 岩井俊雄 - 吉田正高 - 山田和明 | - 中村仁 - 堀聖司 - 大谷智子 - 松野将宏 - 藤原正仁 |

### 非常勤教員
| - 角川歴彦 - 鈴木敏夫 - 大友克洋 - 岩谷徹 - 鈴木裕 - 石川光久 | - 押井守 - 松原健二 - 井上雄彦 - 公野勉 - 遠藤雅伸 - 小沼謙太郎 | - 逸見圭朗 - 八代英輝 - 八巻磐 - 辻本幸七 - 梶浦斉史 - 小倉正樹 | - 鈴木太朗 |